# ريشيبو (فلم)
ريشيبو (بالإنجليزية: Rechipo) هو فيلم التيلجو تم إنتاجه عام 2009، من بطولة نيتين وإليانا دي كروز. الفيلم صدر في 25 سبتمبر 2009. وبحسب تعدد لغات دولة الهند يطلق على الفيلم اسم (Dhana) في التاميل وباللغة الهندية اسم (كما آج كا خيلادي).